# On the Radio: Greatest Hits Volumes I & II
 (décembre 2019).
Si vous disposez d'ouvrages ou d'articles de référence ou si vous connaissez des sites web de qualité traitant du thème abordé ici, merci de compléter l'article en donnant les références utiles à sa vérifiabilité et en les liant à la section « Notes et références ».
Albums de Donna Summer
Bad Girls
(1979) The Wanderer
(1980)
On the Radio: Greatest Hits Volumes I & II est la première compilation officielle internationale de la chanteuse américaine Donna Summer, parue le 15 octobre 1979, sous la forme d'un double album, son quatrième consécutif sur une période de deux ans seulement. Il permit à Donna Summer de devenir la seule artiste à porter trois doubles albums édités consécutivement à la première place du classement des meilleures ventes d’albums. On the Radio: Greatest Hits Volumes I & II a été certifié aux États-Unis platine en 1980 puis double disque de platine en 1993 pour deux millions d'exemplaires vendus. Lors de sa parution, il incluait un poster de la chanteuse.
Cette compilation inclut également deux nouveaux titres. Le premier d'entre eux est la chanson pop–disco On the Radio (en ouverture de l'album, dans sa version parue en simple, et en final du disque dans une version plus longue de 5 min 46 s). Écrite par Summer et composée par Giorgio Moroder pour le film Ça plane, les filles! (en anglais Foxes), le titre fut nommé pour un Grammy Award dans la catégorie de la meilleure performance vocale féminine. Une version encore plus longue de 7 min 35 s figure sur la bande originale du film, parue au début de l'année 1980.
Le second nouveau titre est un duo avec Barbra Streisand, No More Tears (Enough Is Enough), produit par Gary Klein, le producteur de Streisand, et Giorgio Moroder. Comme On the Radio et précédemment Last Dance et Mac Arthur Park, la chanson débute sous la forme d'une ballade avant d'évoluer sur un rythme up tempo. Le titre est paru en simple et en maxi (version longue de 11 min 44 s figurant également en face 4 de l'album), avec une pochette illustrée par une photo en noir et blanc de Summer et Streisand posant dos à dos. Il fut classé en première place des meilleures ventes de simples aux États-Unis, devenant ainsi le quatrième simple de Summer à réaliser cette performance. Il connut également un succès international (troisième meilleure vente en Grande-Bretagne et en Norvège, première en Suède...).
Il est à noter qu'aux États-Unis, le simple fut édité par le label Columbia Records, maison de disques de Streisand, avec le nom de cette dernière apparaissant en premier sur la pochette alors que le maxi (sans face B) le fut par Casablanca Records avec, à l'inverse, le nom de Summer figurant en premier sur la pochette.
Début 1980, la version single de On the Radio connut également un immense succès, devenant le neuvième simple de Summer à atteindre le top 5 dans le classement des meilleures ventes aux États-Unis.
Dans certains pays, comme en France, le double album fut également commercialisé sous la forme de deux disques séparés, Greatest Hits Volume I et Greatest Hits Volume II avec les mêmes titres figurant sur chacun des deux disques constituant le double album original.
Cet album fut la dernière réalisation de Summer sous le label Casablanca Records. Parallèlement à un procès intenté contre sa maison de disques historique (à laquelle elle reprocha notamment de ne pas avoir respecté un certain nombre d'engagements contractuels), Summer signa en 1980 un contrat avec un nouveau label, Geffen Records, dont Warner Bros. Records assurera la distribution durant une décennie. Elle fut la première artiste à signer avec cette nouvelle maison de disques, suivie de peu par John Lennon et Yoko Ono.

## Titres
Toutes les chansons sont produites par Giorgio Moroder et Pete Bellotte exceptés On the Radio et On the Radio (version longue) par Moroder, et No More Tears (Enough Is Enough) par Gary Klein et Moroder.
| 1. | On the Radio                  | 4:00 |
| 2. | Love to Love You Baby         | 4:07 |
| 3. | Try Me, I Know We Can Make It | 3:24 |
| 4. | I Feel Love                   | 3:20 |
| 5. | Our Love                      | 3:43 |

| 6. | I Remember Yesterday | 4:46 |
| 7. | I Love You           | 3:12 |
| 8. | Heaven Knows         | 3:30 |
| 9. | Last Dance           | 4:56 |

| 10. | MacArthur Park     | 3:54 |
| 11. | Hot Stuff          | 2:54 |
| 12. | Bad Girls          | 3:05 |
| 13. | Dim All the Lights | 4:11 |
| 14. | Sunset People      | 4:32 |

| 15. | No More Tears (Enough Is Enough) | 11:43 |
| 16. | On the Radio (version longue)    | 5:50  |